# Johann Jakob Griesbach
Pour les articles homonymes, voir Griesbach.
Johann Jakob Griesbach (Butzbach, landgraviat de Hesse-Darmstadt, 4 janvier 1745 – 24 mars 1812), est un exégète biblique allemand. Griesbach est surtout célèbre pour son édition critique du Nouveau Testament et ses recherches sur le problème synoptique. On appelle aujourd'hui « hypothèse de Griesbach » l'hypothèse selon laquelle l'Évangile selon Matthieu serait le plus ancien des trois évangiles synoptiques.

## Biographie
Johann Jakob Griesbach naît le 4 janvier 1745 dans la ville de Butzbach située dans l'État de Hesse en Allemagne, où son père, Konrad Kaspar (1705-1777), est pasteur. Il fait ses études à Francfort et aux universités de Tübingen, de Leipzig et de Halle, où il devient l'un des plus brillants disciples de Johann Salomon Semler. Semler l'incite à porter attention à la critique textuelle du Nouveau Testament. À l'issue de sa carrière d'étudiant en licence, il entreprend un voyage littéraire en Allemagne, aux Provinces-Unies, en France et en Angleterre.
De retour à Halle, il exerce, à partir de 1771, un certain temps comme répétiteur privé (privat-docent) puis, en 1773, est nommé à une chaire professorale. En 1775, il déménage à Iéna, où il passe le reste de sa vie, malgré les sollicitations d'autres universités. Il meurt le 24 mars 1812.

## Œuvre
La renommée de Griesbach repose sur son travail de critique du Nouveau Testament, dans laquelle il inaugure une nouvelle époque. Son édition critique du Nouveau Testament paraît la première fois à Halle, en trois volumes, dans les années 1774-1775. Le premier volume, une « harmonie évangélique » éditée en 1774, contient les trois évangiles synoptiques disposés sous la forme de synopse ; le seconde, les épîtres et le livre de l'Apocalypse. Une édition est réimprimée en un seul volume en 1777, la disposition en synopse des évangiles, considérée comme incommode, ayant été abandonnée. De la deuxième édition, considérablement augmentée et améliorée, le premier volume paraît en 1796 à Halle et le second en 1806 à Londres). D'une troisième édition, éditée par David Schulz (pl), ne paraît que le premier volume, contenant les quatre évangiles (1827).
Pour la construction de son texte critique, Griesbach s'est basé sur l'édition Elzevier. Là où il diverge de ce texte de référence, il place la leçon d'Elzevier dans la marge intérieure face aux autres dignes de considération mais jugées fautives (celles-ci imprimées en petits caractères). Aux leçons dans cette marge sont annexées des marques spéciales indiquant le degré précis de probabilité s'attachant à chacune d'entre elles. Pour évaluer ces probabilités, il part d'une théorie particulière dont les principaux éléments sont dérivés de J. A. Bengel et J. S. Semler, répartissant les manuscrits en trois groupes principaux : les alexandrins, les occidentaux et les byzantins.
Une leçon supportée par une seule recension est considérée n'ayant qu'un témoin en sa faveur. Les leçons supportée par les trois recensions, ou seulement par deux d'entre elles, particulièrement si ces deux sont l'alexandrine et les occidentaux, sont acceptées sans aucune hésitation comme « originales ». Quand chacune des trois recensions donne une leçon différente, il discute la question sur d'autres bases.
Voir ses Symbolæ criticæ ad supplendas et corrigendas variarum N.T. lectionum collectiones (Halle, 1785, 1793), et son Commentarius criticus in textum Graecum N.T., qui prolonge la discussion sur la finale de Marc, et discute les diverses leçons importantes avec soin et précision (Iéna, 1794). Parmi les autres travaux de Griesbach (qui sont comparativement sans importance), peuvent être mentionnés sa thèse universitaire evangelislarum De codicibus quatuor evangelislarum Origenianis (Halle, 1771) et un travail sur la théologie systématique (Anleitung zur Kenntniss der populären Dogmatik, Iéna, 1779). Son Opuscula, consistant principalement en programmes de cours universitaires et des adresses, fut édité par Gabler (2 vols., Iéna, 1824).